# Estadio Paavo Nurmi
Estadio Paavo Nurmi (en finés: Paavo Nurmen stadion, en sueco: Paavo Nurmis stadion) es un estadio multiusos utilizado principalmente para partidos de fútbol y competiciones de Atletismo ubicado en Turku, Finlandia.

## Historia
Fue construido en 1893 con el nombre Urheilupuisto, nombre que cambiaron en 1945 por el campeón olímpico Paavo Nurmi, nacido en la ciudad de Turku. Cuenta con capacidad para 13000 espectadores y ahí se han roto más de 20 récords mundiales de Atletismo, como John Landy en los 1500 m y la milla (1954), Nurmi en los 3000 m (1922), Emil Zátopek (1950) y Ron Clarke (1965) en los 10 000 m, Viljo Heino en la carrera de la hora (1945) y los 20 km (1949), Matti Järvinen en el lanzamiento de javalina (1932) y Charles Hoff en salto con pértiga (1925).
La selección nacional lo utilizó en un partido ante Austria en la clasificación de UEFA para la Copa Mundial de Fútbol de 1994, que ganaron los locales por 3-1.

## Galería

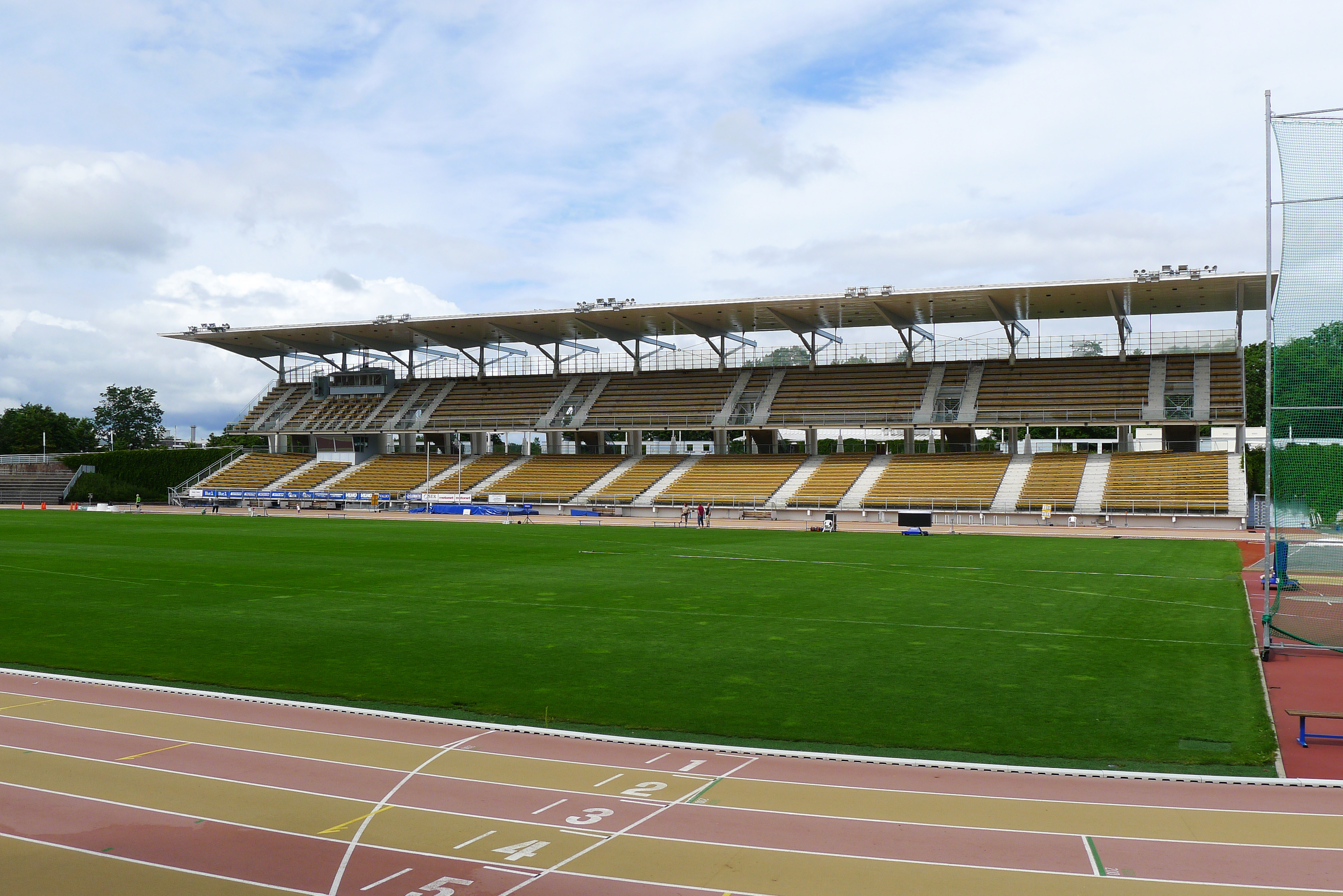
Estadio en 2015.
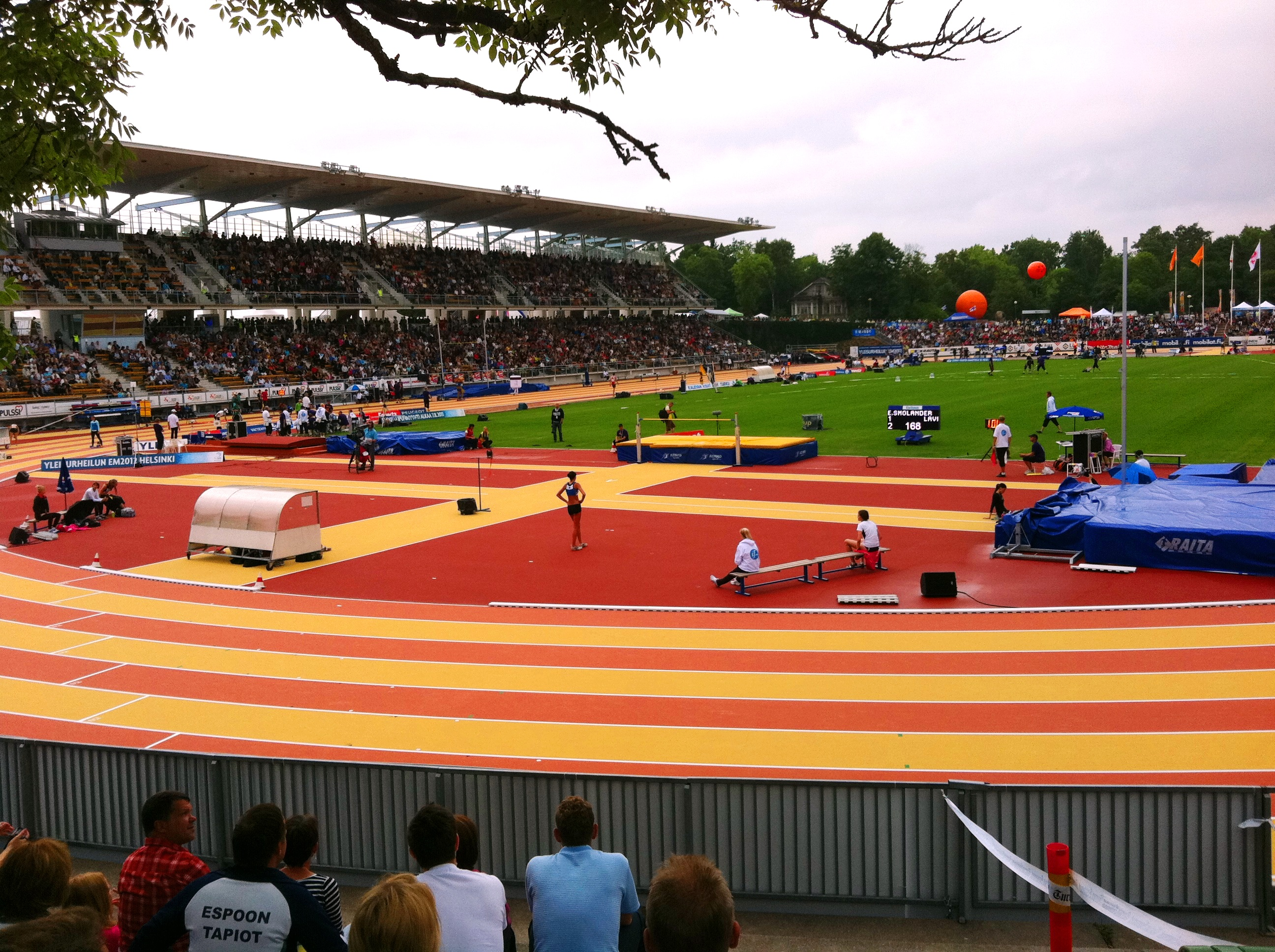
Campeonato Finlandés de Atletismo 2011.